# Pokerbot
Pokerbot oder Poker Robot ist ein Bot, der online Poker spielt. Die Idee für ein solches Programm kam ursprünglich aus Universitäten, wo auch die ersten Pokerbots entstanden. Diese Programme waren nicht kommerziell, sondern eher unter dem Vorzeichen der künstlichen Intelligenz entwickelt worden. Wenig später waren die ersten kommerziellen Bots erwerblich. Diese erste Generation war noch nicht sehr benutzerfreundlich. Es waren gute Programmierkenntnisse erforderlich, um die Pokerstrategie zu integrieren. Neuere Pokerbotversionen sind leichter anzupassen und ein großer Teil der Basisstrategien sind schon enthalten.
Anbieter für Onlinepoker kämpfen seit Auftauchen dieser Programme gegen die Nutzung von Pokerbots in ihren Pokerräumen. Bei einigen großen Anbietern wird nach Feststellung der Nutzung eines Bots sofort der Pokeraccount gesperrt.

## Pokerbot-Meisterschaften
2005 fand eine Pokerbot-Meisterschaft in Las Vegas statt, veranstaltet vom Golden Palace Casino. Eingeladen waren alle Entwickler von Pokerbots. 2007 wurde die Pokerbot-Weltmeisterschaft in Miami abgehalten.